# Гумачи
Гумачи (груз. გუმაჩი) — вершина на Центральном Кавказе, к юго-востоку от верховьев Адылсу. Расположена на границе с Грузией, между горами Чегетау-Чана и Джантуган. От горы на север отходит хребет Адылсу, разделяющий долины рек Адылсу и Адырсу и на котором располагается перевал Гумачи (3540 м), вершины Уятау, Чот-чат, Кой-Авган-Баши. Со склона вершины спускаются ледники Гумачи (на северо-восток; из него вытекает одноимённый ручей) и Джанкуат. 
Название переводится как «вершина, завешанная полотном» (карач.-балк. кумач – «полотно»), что, по мнению А. В. Твердого, связано с тем, что северный склон горы постоянно покрыт мощным слоем снега. По данным Дж. Кокова, название может быть связано с карач.-балк. гуму «кладовая» и ачи — «гореть» или «солончак» — «кладовая солончака.

## Топографические карты
- Лист карты K-38-26-1.